# Piramide egiptene

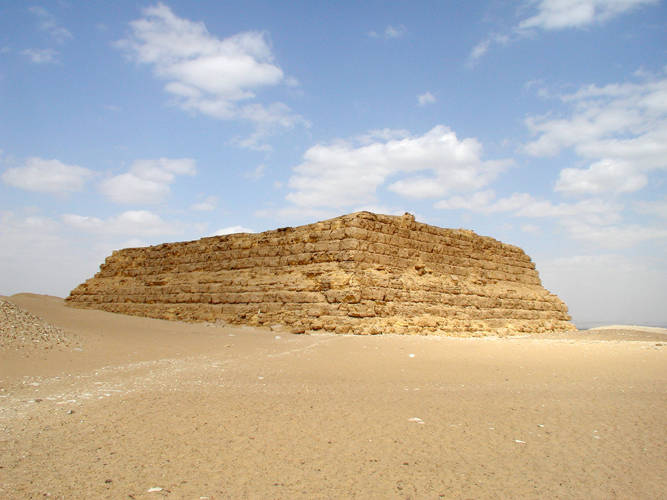
Mastaba Shepsescafa din Saqqara.

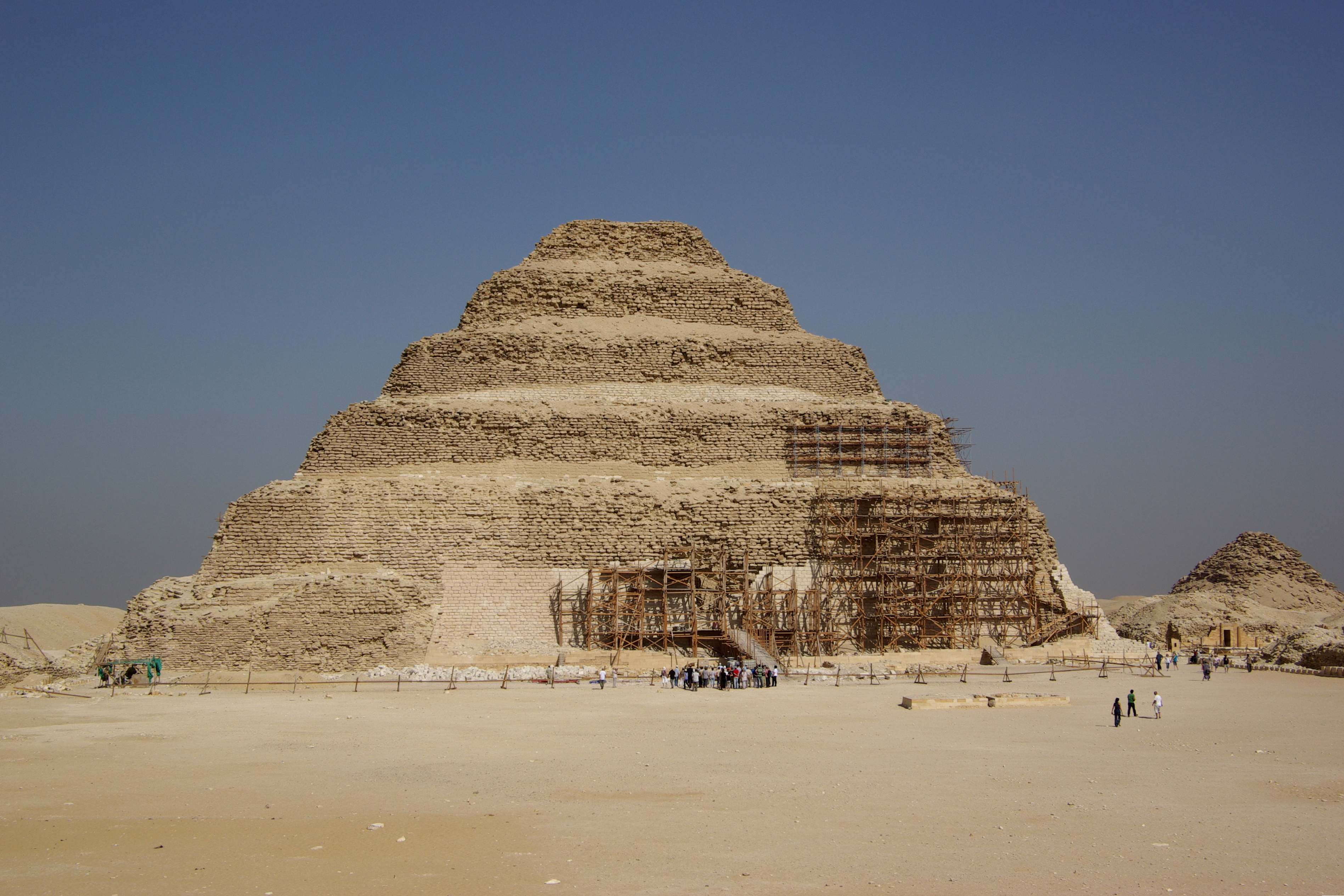
Piramida lui Djoser.

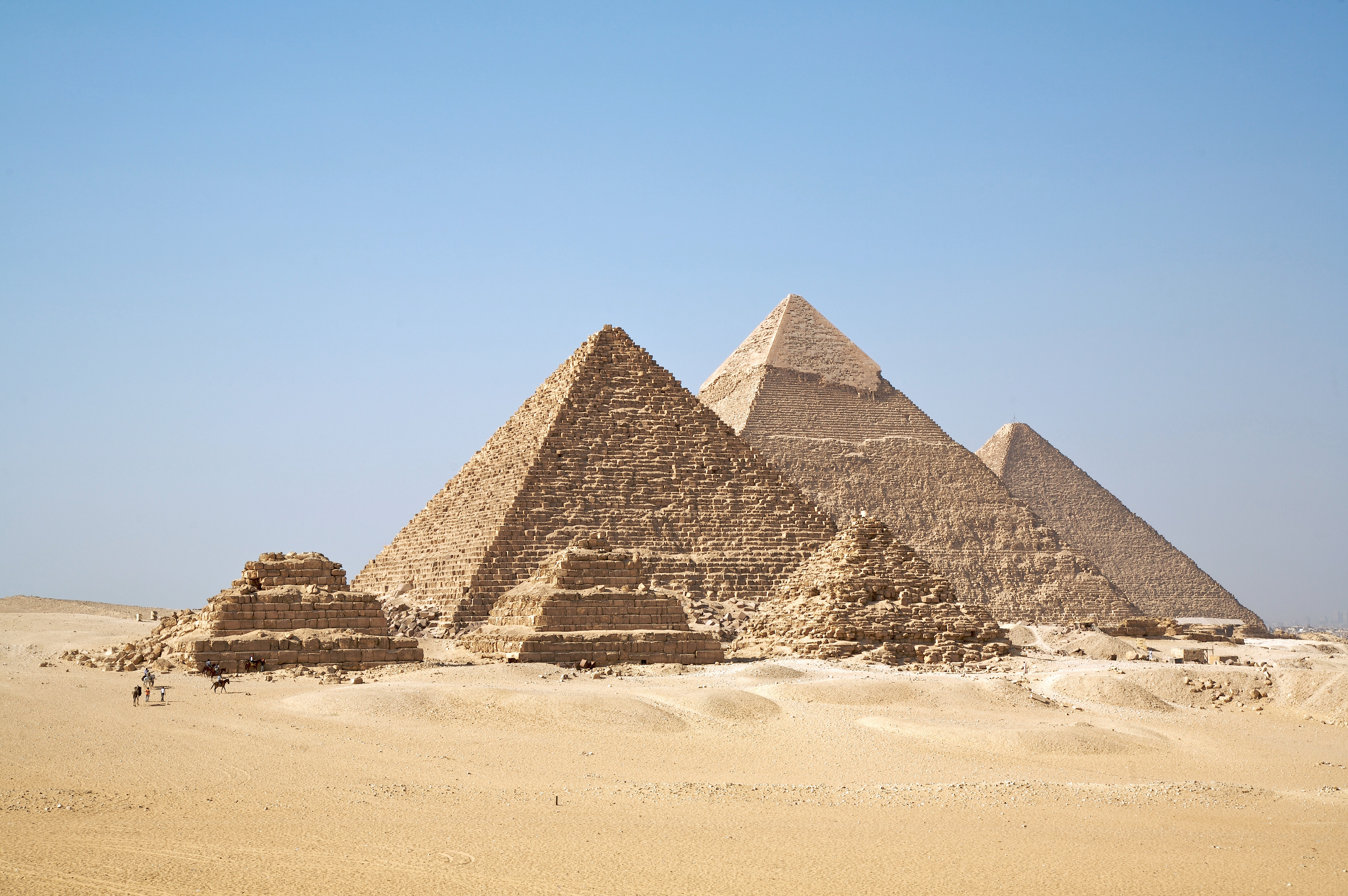
Piramidele de la Giza (Gizeh). De la stânga la dreapta: piramidele lui Menkaura, Kefren și Keops. Cele trei mici piramide din prim-plan sunt piramidele însoțitoare ale piramidei lui Menkaura.

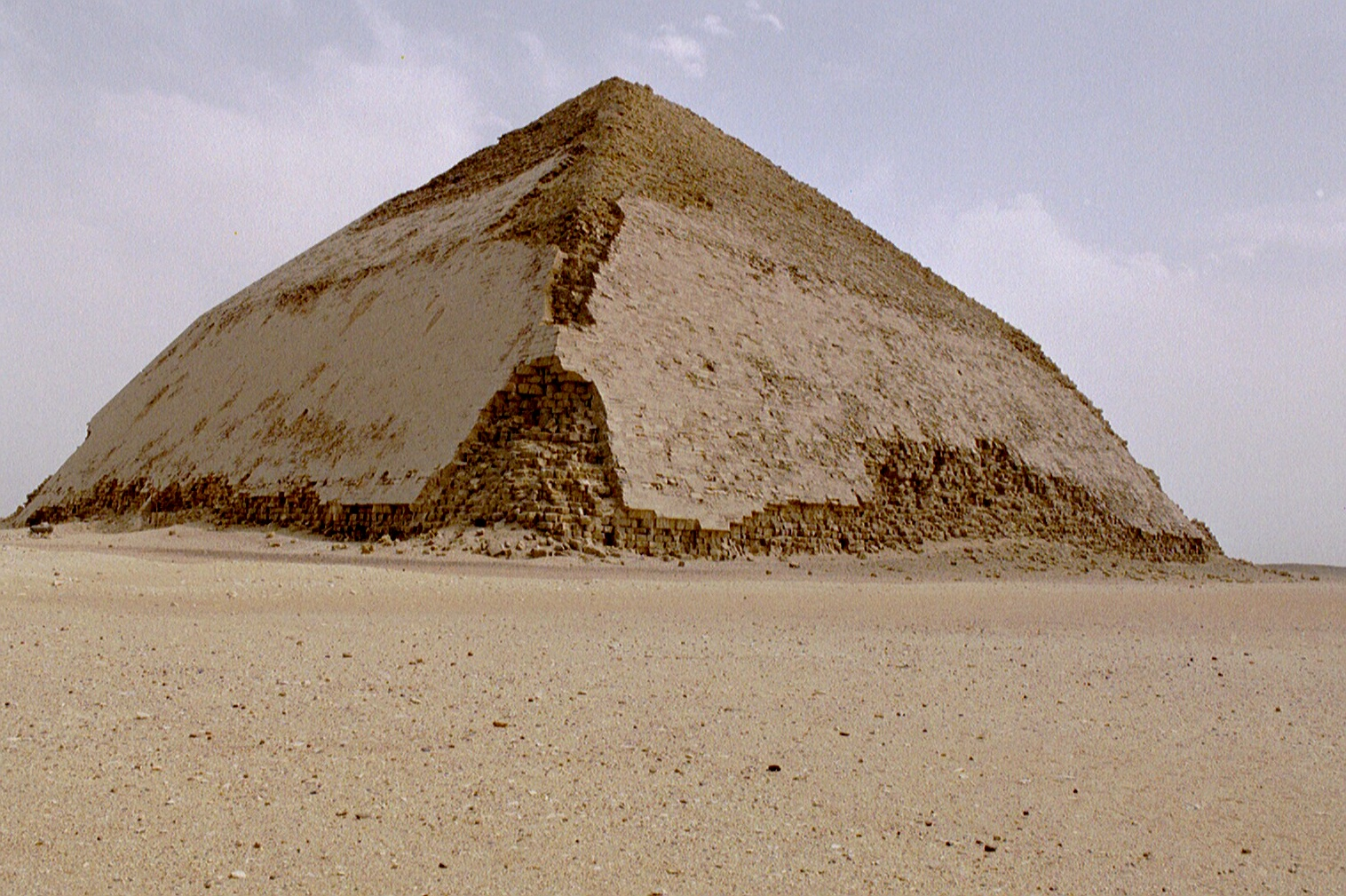
Piramida Spartă

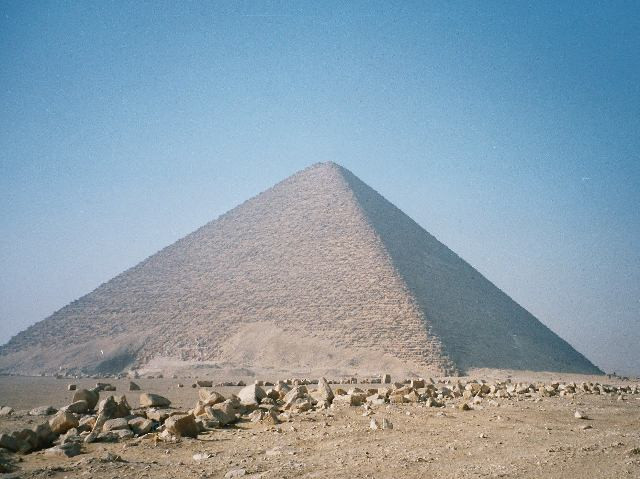
Piramida Roz

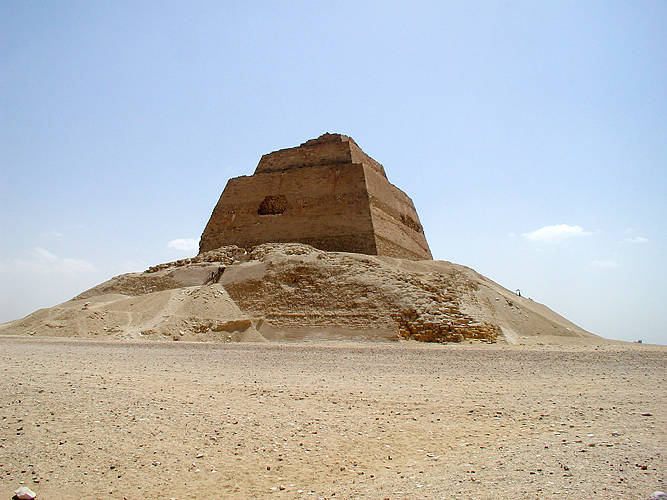
Piramida din Medum

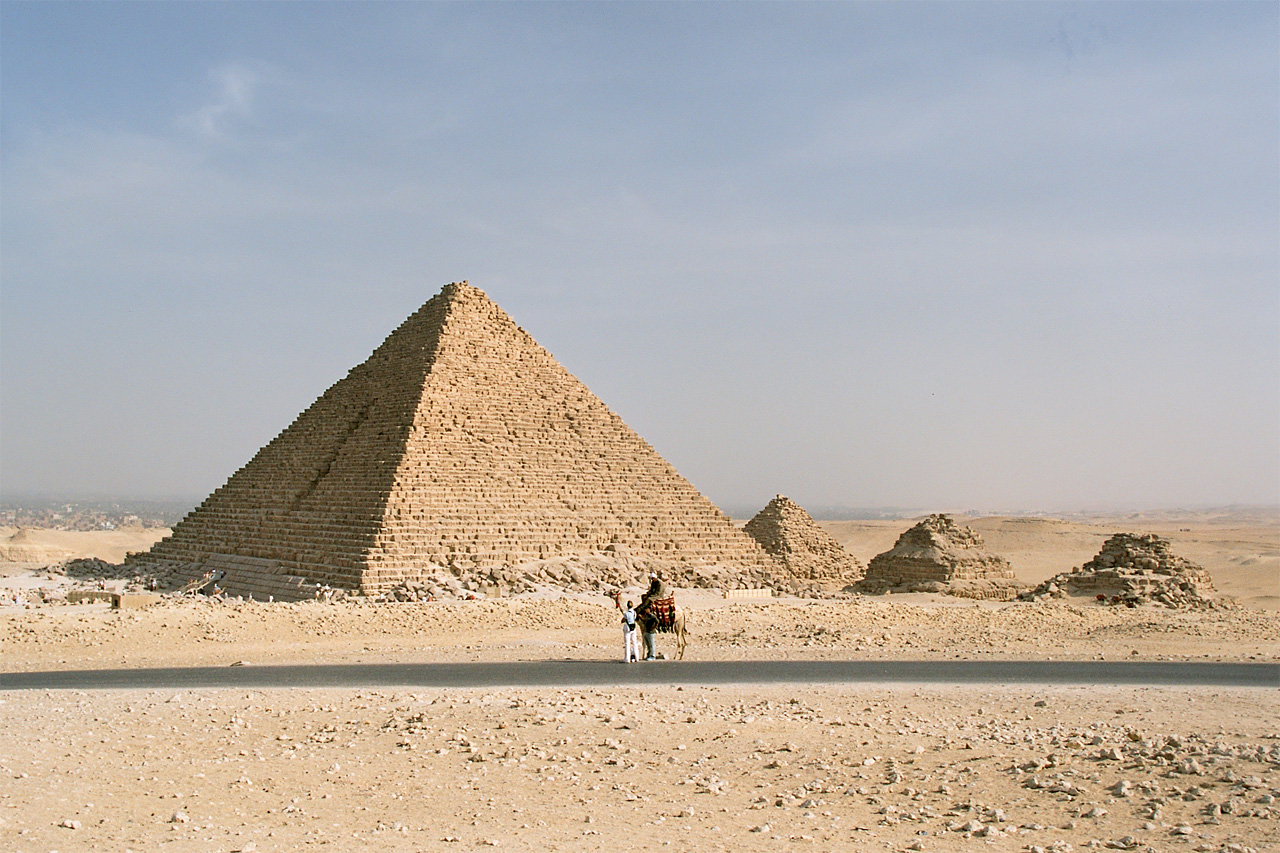
Piramida lui Menkaura (Mykerinos)

Piramidele din Orientul Antic sunt construcții vechi de piatră în formă piramidală situate în Egipt.
Numărul de obiecte identificate ca piramide egiptene variază de la 118 la 138 (conform datelor din noiembrie 2008). Cele mai multe dintre piramide au fost construite ca morminte pentru faraonii din regatele antice și mijlocii. Cele mai vechi piramide cunoscute sunt în Sakkara. Cea mai veche este piramida lui Djoser, construită de arhitectul Imhotep, în perioada 2667-2488 î.Hr.
Cele mai cunoscute piramide sunt situate la Giza, la periferia orașului Cairo, trei dintre ele fiind încă unele dintre cele mai mari construcții create vreodată de om. Piramida lui Keops este cea mai mare piramidă din Egipt și este una dintre Cele Șapte Minuni ale lumii antice. 
Alături de faraoni și hieroglife, piramidele constituie un adevărat simbol al Egiptului antic.

## Construcții anterioare piramidelor din Egipt
În timpul primelor dinastii apar așa zisele construcții "case după viață" - clădiri funerare de tip mastabas, constând dintr-o cameră de îngropare subterană și o structură de piatră deasupra suprafeței pământului. Termenul însuși se referă la timpul arab și se datorează faptului că forma acestora, asemănătoare cu mormintele trapezului, le-a reamintit arabilor băncile mari numite "mastaba". 
Mastabele au fost construite pentru primii faraoni. Cele mai vechi mastabe țariste, datând din zilele primei dinastii, au fost construite din adoburi - cărămizi neclintite din argilă și / sau nămol de râu. Acestea au fost construite în Nagada (Abydos), în Egiptul de Sus, precum și în Sakkara, unde se afla principala necropolă din Memphis, capitala domnitorilor din primele dinastii. În partea de jos a acestor clădiri au fost capele și camerele cu unelte funerare, iar la subteran - camerele funerare propriu-zise.

## Piramidele faraonilor din Dinastia a treia
Piramida Hubului este în Zawiet el Erian. Arhitectul se crede că este Hub. În partea centrală a piramidei, structura zidăriei este vizibilă - straturile pietrei sunt ușor înclinate către centru și sprijinită pe el (din acest motiv, uneori se numește și "strat"). Materialul de construcție este o piatră tăiată de dimensiuni mici și soluție de argilă. Tehnologia de construcție a piramidei este similară celei folosite în construcția piramidei Sekhemhet și a Piramidei Step din Saqqara.
Piramida lui Djoser este prima piramidă de tip trepte. Situată în Sakkara, la nord-est de Memphis, la 15 km de Giza. Înălțimea este de 62 m.Construcția datează din jurul anului 2670 î.e.n. Prin aparență, seamănă cu mai multe mastabe așezate una pe alta, care scad ca suprafață pe măsură ce înălțimea crește. Cel mai probabil, acesta era și ideea arhitectului acestei piramide, Imhotep. Imhotep a dezvoltat o modalitate de zidărie de piatră cioplită. Ulterior, egiptenii au apreciat profund arhitectul primei piramide și chiar l-au divinizat. El a fost considerat fiul zeului Ptah, ocrotitorul artelor și meșteșugurilor.
Piramida Sekhemhet (cunoscută și sub numele de piramida îngropată) este o piramida incompletă creată în formă de trepte. Construită aprox. 2645 î.e.n. Lângă Saqqara, la sud-vest de piramida lui Djoser. A fost descoperită în 1951-1954.
Dimensiunile peretelui neterminat a fost de 550 x 200 de metri. Înălțimea ruinelor este de aproximativ 10 metri, dar dimensiunea pătrunderii sale este de 120 de metri. Aparent, piramida a fost construită pe un proiect planificat. Dacă construcția ar fi finalizată, înălțimea monumentului ar fi de aproximativ 70 de metri, care este cu 10 metri mai mare decât Piramida Pasului.
În prezent, doar ruinele piramidei sunt păstrate, accesibile turiștilor, cu excepția subteranului.

## Piramidele faraonilor din Dinastia a patra
Piramida turtită este o piramidă egipteană din Dahshur, a cărei construcție este atribuită faraonului Snoffra (secolul XXVI î.Hr.). Pentru a explica forma non-standard, turtită a piramidei, egiptologul german Ludwig Borchardt (1863-1938) a propus „teoria de creștere”. Potrivit ei, faraonul a murit în mod neașteptat, astfel încât pentru a termina lucrările la piramidă mai repede, unghiul de înclinare a fețelor a fost decis să se schimbe de la 54 ° 31 'la 43 ° 21'. Kurt Mendelson a propus o alternativă: piramida din Meidum și piramida sudică din Dakhshur au fost construite simultan, dar în Meidum a avut loc un accident - probabil s-a prăbușit după ploi - și acest incident a făcut o schimbare grăbită în unghiul laturilor piramidei din Dakhshur, când a fost deja construită pe jumătate.  
Piramida Roz este piramida nordică a faraonului Snoffru din Dahshur. La momentul construirii sale, în secolul al XXVI-lea î.Hr., era cea mai înaltă clădire de pe Pământ. Este a treia cea mai înaltă piramidă din Giza, după piramida lui Keops și piramida lui Khafre. 
Semnificația istorică a Piramidei Roz: este primul mormânt regal în formă piramidală corectă. Deși mormântul "roz" este considerat a fi prima "adevărată" piramidă, se caracterizează printr-o pantă extrem de joasă a pereților (numai 43 ° 36 ', baza 218,5 × 221,5 m la 104,4 m).
Numele se datorează faptului că blocurile de calcar din care este compusă piramida dobândește o culoare roz în razele soarelui. Intrarea este pe partea de nord și duce la trei celule adiacente accesibile pentru vizitare. Această piramidă este atribuită lui Snofru, deoarece pe mai multe blocuri este inscripționat numele său.
Piramida din Medum este o piramidă în trepte, construită de Faraonul Snofu. Despre forma neobișnuită a piramidei pentru prima dată a fost dat raportul de către Al-Makrizi în secolul al XV-lea. Piramida avea o formă trecătoare și, prin urmare, era numită el-haram el-kaddab (sau "piramida necorespunzătoare"). În eseurile sale, Al-Makrizi descrie o piramidă formată din cinci trepte, precum și faptul că a fost grav afectată de eroziune și dezasamblarea pietrelor de către populația locală (ultima încă este o problemă).
În secolul al XVIII-lea. Frederic Norden a descris piramida din nou, dar de data aceasta, a spus că doar trei trepte sunt vizibile.
În 1799, expediția egipteană a lui Napoleon a descris această piramidă, punând bazele unei cercetări mai detaliate în viitor. 
În 1837 piramida a fost studiată și explorată de John Perring.
În 1843, Karl Lepsius a dat o descriere  acestei piramide în lista sa de piramide egiptene numită LXV ("65").
Gaston Maspero a descris interiorul piramidei. Dar descrierea cea mai detaliată a piramidei din Meidum a fost compilată numai după 10 ani de Flinders Petri, care a lucrat împreună cu Percy Newberry și Georg Freyser. Această descriere reflectă atât aspectul piramidei, cât și interiorul ei. De asemenea, s-a studiat zona din jurul piramidei, în special, au fost găsite temple ruinate și morminte private. Ulterior, F. Pitri au făcut o cercetare împreună cu Ernest McKay și Herald Weinrait. Au fost descoperite zidurile care înainte au înconjurat piramida. 
Ludwig Borchardt în câteva zile a reușit să adune cele mai valoroase informații despre piramidă, în special faptul că a fost reconstruită și orientată în alte părți ale lumii. Expediția anglo-americană a lui Alan Rowe și-a început studiul piramidei în anii 1920 și și-a continuat studiile mai bine de 50 de ani.
Gilles Dormion și Jean-Yves Verdhurt în 1999, folosind instrumente moderne, au descoperit spații și pasaje necunoscute anterior. Acum se desfășoară lucrări de curățare și restaurare a piramidei.

## Modul de construcție
Egiptenii antici au fost niște arhitecți deosebiți, având în vedere că în Egipt se află, astăzi, cel mai mare monument de piatră de pe Terra, și singura minune a lumii antice păstrate până azi, Piramida lui Keops. Studiile au relevat modul de construire: pe măsură ce piramida se înălța, în jurul ei, muncitorii făceau o rampă, pe care ridicau blocurile de piatră pe niște sănii de lemn. În felul acesta, ei puneau bloc după bloc, până ce piramida era terminată, apoi rampa era înlăturată, lăsând piramida singură, în toată splendoarea ei. Vârful piramidei era acoperit cu aur. Azi, în Egipt, doar câteva piramide mai sunt întregi.
Donald Redford, profesor de studii clasice, susține că deși complicat, procesul construirii unor astfel de monumente nu este imposibil, chiar și pentru vremurile în care acestea au fost ridicate. Conform spuselor lui Redford, faraonii începeau construcția unei piramide în momentul urcării pe tron. Acesta stabilea încă de la început membrii de bază ai echipei care aveau sa îi ridice mormântul, formată dintr-un arhitect, un inginer și un șef-constructor. Felul în care muncitorii egipteni tăiau pietrele pentru a le folosi în construcții este încă subiect de studiu pentru cercetători. Instrumentele folosite pentru modelarea materialelor mai puțin dure au fost identificate, dar încă se mai încearcă identificarea instrumentelor folosite pentru pietre dure, cum ar fi granitul sau dioritul. Forța oamenilor era de ajuns pentru a mișca pietrele foarte grele, în proces intervenind și inventivitatea inginerilor, creatorii unor mini-sisteme menite să ușureze efortul fizic al muncitorilor. Pe măsură ce piramida se înălța, în jurul ei, muncitorii făceau o rampă, pe care ridicau blocurile de piatră pe niște sănii de lemn. În felul acesta, ei puneau bloc după bloc, până ce piramida era terminată, apoi rampa era înlăturată, lăsând piramida construită.

### Transport
Potrivit unor savanți olandezi, blocurile de piatră (cele mai utilizate având 2,5 tone, dar și blocuri megalitice de 40 de tone) erau transportate prin deșert tot cu ajutorul unor sănii de lemn, cărate de robi.
Pietrele din cariere erau transportate cu plutele pe Nil, apoi înălțate pe țărm cu ajutorul unor frânghii și pârghii. De aici erau târâte pe o rampă de sute de muncitori. În fața blocurilor se turna apă sau ulei, pentru a aluneca mai ușor. Un supraveghetor bătea din două plăci de lemn, pentru a ritma efortul muncitorilor.

## Secretul piramidelor
Egiptenii aveau puternice cunoștințe astronomice. S-a descoperit că toate piramidele de pe platoul Gizeh sunt aranjate exact ca o oglindă pe Pământ a constelației Orion. Egiptenii credeau că acolo este casa lui Osiris, zeul morților și al lumii de dincolo.
Egiptenii au creat standardele unei piramide clasice: un monument masiv cu o bază pătrată și patru laturi care se unesc într-un punct.

## Motivele construirii piramidelor
Motivele pentru care egiptenii au ales să își construiască piramide cu vârful ascuțit sunt de natură religioasă. Zeul egiptean al soarelui, Ra, era considerat tatăl tuturor faraonilor. Despre acesta se spune ca s-a autocreat dintr-o movilă de pământ care avea forma unei piramide, după care i-a creat și pe ceilalți zei.

## Speculații
Timp de secole, misterul care înconjoară piramidele a înfierbântat spiritele în rândul oamenilor de știință, dând naștere unor puternice controverse.
Pentru că tehnica necesara construirii unor astfel de giganți este complexă, mulți au susținut ca piramidele au fost construite de extratereștri sau de către egiptenii deținători ai unei tehnologii avansate, care a fost pierdută cu vremea, dar aceasta ipoteză nu a fost confirmată.
Isaac Newton a studiat piramidele în anii 1680, în timpul unei perioade de exil auto-impus la conacul Woolsthorpe din Lincolnshire. Acesta a încercat să dezvăluie unitatea de măsură folosită de cei care au construit piramidele. Matematicianul credea că, cel mai probabil, egiptenii antici au reușit să măsoare Pământul și că astfel ar reuși și el să măsoare circumferința Terrei.

## Scop
Scopul acestor piramide era de a îngropa faraonii, pentru a-i ajuta să treacă în lumea de dincolo. Aceste piramide erau aranjate într-un anumit mod astfel încât să se reflecte Luna în acestea. Dar înainte de a fi îngropați în aceste morminte, faraonii erau împodobiți cu bunuri de preț, pentru că ei credeau că vor învia în lumea de dincolo și trebuiau să aibă tot ce le trebuie.
Egiptenii munceau greu pentru a putea construi aceste piramide.